# Geschil over Noord-Borneo

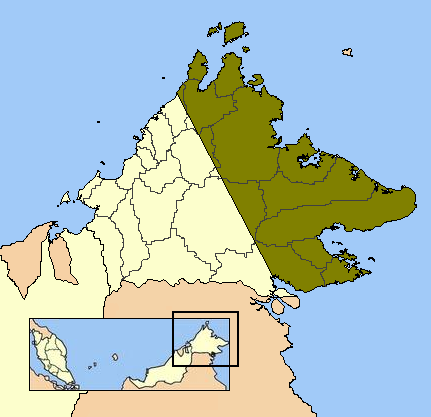
het omstreden gebied

Het Noord-Borneo-geschil, ook bekend als het Sabah-geschil, is het territoriale geschil tussen Maleisië en de Filipijnen over een groot deel van het oostelijke deel van de staat Sabah. Sabah stond voorheen bekend als Brits Noord-Borneo vóór de vorming van de Maleisische federatie.